# Гущино (Смоленский район)
Гущино — деревня в Смоленском районе Смоленской области России. Входит в состав Пригорского сельского поселения. Население — 2 жителя (2010 год).
Расположена в западной части области в 12 км к юго-востоку от Смоленска, в 8 км восточнее автодороги А141 Орёл — Витебск, на берегу реки Березинка. В 3 км северо-западнее деревни расположена железнодорожная станция Тычинино на линии Смоленск — Рославль.

## История
В годы Великой Отечественной войны деревня была оккупирована гитлеровскими войсками в июле 1942 года, освобождена в сентябре 1943 года.